# Friedenskongress von Prag
Der Friedenskongress von Prag zwischen dem 12. Juli und dem 10. August 1813 sollte den Krieg zwischen Preußen und Russland auf der einen Seite und Frankreich auf der anderen Seite unter österreichischer Vermittlung beenden. Der Kongress endete ohne Einigung. Vielmehr trat Österreich unmittelbar nach dem Scheitern der antinapoleonischen Koalition bei.

## Vorgeschichte
Beim Frühjahrsfeldzug der Befreiungskriege des Jahres 1813 hatte Napoleon erhebliche Erfolge erzielt, hatte aber auch schwere Verluste hinzunehmen. Er war daher zum Waffenstillstand von Pläswitz vom 6. Juni 1813 bereit, um seine Truppen verstärken zu können. 
Die österreichische Politik, die im Wesentlichen von Metternich bestimmt wurde, hielt sich zu dieser Zeit sowohl die Option der Fortsetzung des Bündnisses mit Napoleon wie auch den Anschluss an die Koalition offen. Metternich betätigte sich als Vermittler zwischen den Alliierten und Napoleon. Am 26. Juni kam es zum Treffen zwischen Napoleon und Metternich, was ergebnislos blieb. Allerdings war es am 27. Juni bereits zum Abschluss der Reichenbacher Konvention zwischen Russland, Österreich und Preußen gekommen, in der sich Österreich zum Beitritt zur Koalition bereit erklärte, sollte Frankreich nicht auf bestimmte Bedingungen eingehen. Dazu gehörte das Ende des Großherzogtums Warschau, die Räumung der französisch besetzten Festungen in Preußen, die Rückgabe der illyrischen Provinzen an Österreich oder die Unabhängigkeit der Hansestädte von Frankreich.

## Verlauf
Es wurden Vorbereitungen zu einem Friedenskongress in Prag getroffen. Metternich für Österreich, Johann Protasius von Anstett für Russland und Wilhelm von Humboldt für Preußen waren seit dem 12. Juli 1813 in Prag anwesend. Von der französischen Seite war Louis Marie de Narbonne-Lara in Prag, hatte aber kein Verhandlungsmandat. Erst mit bewusster Verzögerung traf am 28. Juli auch Armand de Caulaincourt als Beauftragter Napoleons ein. Napoleon wollte kein wirklich substantielles Ergebnis erreichen, vielmehr ging es ihm darum Zeit zu gewinnen. Auch hoffte er darauf, mit Alexander I. zu einer Übereinkunft zu kommen. Diese Hoffnung hat sich aber in Prag rasch zerschlagen. Metternich schlug eine schriftliche Verhandlungsführung durch den Austausch von Noten vor. Dies sollte ausschließen, dass es zu Verständigung der Verhandlungsteilnehmer hinter seinem Rücken kommen konnte. Darauf ging die französische Delegation indes nicht ein. Damit war der Kongress bereits vor einer offiziellen Eröffnung an Formfragen faktisch gescheitert. 
Im Grunde lag keiner Seite mehr daran, zu einer Einigung zu kommen. Die Alliierten hatten nie erwartet, dass es Metternich gelingen könnte, Napoleon zum Nachgeben zu bewegen. Metternich selbst war inzwischen zum Eintritt Österreichs in den Krieg bereit. Dabei spielte die französische Hinhaltetaktik, die britischen Erfolge in Spanien, das Zustandekommen des Trachenberg-Plans der Alliierten und andere Faktoren eine Rolle. Auch Kaiser Franz I. war nach dem jüngsten Erfolg der Rüstungsanstrengungen zum Krieg bereit. 
Am 7. August übermittelte Metternich den Franzosen ein Ultimatum im Namen des Kaisers. Danach sollte Napoleon sich bis zum Auslaufen des Waffenstillstandes am 10. August zu Bedingungen äußern, die die Alliierten in der Reichenbacher Konvention vom Juni des Jahres 1813 festgeschrieben hatten. Hinzu kamen die Auflösung des Rheinbundes und die Wiederherstellung Preußens in den Grenzen von 1806 sowie die wechselseitige Garantie des Gebietsstandes aller Staaten. Dies bedeutete, dass Frankreich alle Eroberungen bis auf das linksrheinische Deutschland und Norditalien bei einer Zustimmung verloren hätte. Napoleon ging auf das Ultimatum nicht ein. Damit war der Kongress beendet. 
Metternich ließ der französischen Gesandtschaft mit dem Datum des 12. August die Kriegserklärung Österreichs zustellen. Wenige Tage später begann der Herbstfeldzug, der mit der Niederlage Napoleons in der Völkerschlacht von Leipzig endete.